# Korea Open 2021 - Doppio
Lara Arruabarrena e Tatjana Maria erano le detentrici del titolo, ma hanno deciso di non prendere parte a questa edizione.
In finale Choi Ji-hee e Han Na-lae hanno sconfitto Valentini Grammatikopoulou e Réka Luca Jani con il punteggio di 6-4, 6-4.

## Teste di serie
1. Arianne Hartono /  Olivia Tjandramulia (quarti di finale)

1. Valentini Grammatikopoulou /  Réka Luca Jani (finale)

## Wildcard
1. Jeong Bo-young /  Jeong Yeong-won (quarti di finale)

## Tabellone

### Legenda
| - Q = Qualificato - WC = Wild card - LL = Lucky loser | - ALT = Alternate - SE = Special Exempt - PR = Protected Ranking | - w/o = Walkover - r = Ritirato - d = Squalificato |

|  | Quarti di finale | Quarti di finale           | Quarti di finale           | Quarti di finale | Quarti di finale |  |  | Semifinali          | Semifinali                 | Semifinali          | Semifinali                                | Semifinali                                |   |   | Finale | Finale                 | Finale                 | Finale | Finale |  |
|  |                  |                            |                            |                  |                  |  |  |                     |                            |                     |                                           |                                           |   |   |        |                        |                        |        |        |  |
|  | 1                | A Hartono O Tjandramulia   | A Hartono O Tjandramulia   | 2                | 4                |  |  |                     |                            |                     |                                           |                                           |   |   |        |                        |                        |        |        |  |
|  |                  | J-h Choi N-l Han           | J-h Choi N-l Han           | 6                | 6                |  |  | J-h Choi N-l Han    | J-h Choi N-l Han           | J-h Choi N-l Han    | 6                                         | 6                                         |   |   |        |                        |                        |        |        |  |
|  |                  | S-j Jang I Šinikova        | S-j Jang I Šinikova        | 7                | 6                |  |  | S-j Jang I Šinikova | S-j Jang I Šinikova        | S-j Jang I Šinikova | 0                                         | 2                                         |   |   |        |                        |                        |        |        |  |
|  |                  | R Bhatia A Kulikova        | R Bhatia A Kulikova        | 5                | 0                |  |  |                     |                            |                     |                                           |                                           |   |   |        | Choi Ji-hee Han Na-lae | Choi Ji-hee Han Na-lae | 6      | 6      |  |
|  |                  | F Contreras Y Naito        | 7                          | 4                | [10]             |  |  |                     |                            | 2                   | Valentini Grammatikopoulou Réka Luca Jani | Valentini Grammatikopoulou Réka Luca Jani | 4 | 4 |        |                        |                        |        |        |  |
|  | WC               | B-y Jeong Y-w Jeong        | 5                          | 6                | [6]              |  |  |                     | F Contreras Y Naito        | 2                   | 6                                         | [4]                                       |   |   |        |                        |                        |        |        |  |
|  |                  | P Plipuech L Zhu           | P Plipuech L Zhu           | 1                | 4                |  |  | 2                   | V Grammatikopoulou RL Jani | 6                   | 1                                         | [10]                                      |   |   |        |                        |                        |        |        |  |
|  | 2                | V Grammatikopoulou RL Jani | V Grammatikopoulou RL Jani | 6                | 6                |  |  |                     |                            |                     |                                           |                                           |   |   |        |                        |                        |        |        |  |